# Agustín Bossio
Agustín Bossio (Santa Fe Capital, Provincia de Santa Fe, Argentina, 15 de noviembre de 1983) es un futbolista argentino. Juega de arquero y su primer equipo fue Colón de Santa Fe. Actualmente milita en Atlético Parana del Torneo Federal A.

## Clubes
| Club                | País      | Año           |
| ------------------- | --------- | ------------- |
| Colón de Santa Fe   | Argentina | 2005-2007     |
| Patronato de Paraná | Argentina | 2007-2009     |
| Ben Hur de Rafaela  | Argentina | 2010          |
| Patronato de Paraná | Argentina | 2010-2011     |
| Atlético Paraná     | Argentina | 2011-2012     |
| Patronato de Paraná | Argentina | 2012-2017     |
| Atlético Paraná     | Argentina | 2017-presente |

## Palmarés
| Título             | Club                | País      | Año     |
| ------------------ | ------------------- | --------- | ------- |
| Torneo Argentino A | Patronato de Paraná | Argentina | 2009/10 |